# دوري اسطنبول لكرة القدم 1931–32
دوري اسطنبول لكرة القدم 1931–32 (بالتركية: 1931-32 İstanbul Futbol Ligi)‏ هو موسم من دوري اسطنبول لكرة القدم ‏. فاز فيه إسطنبول سبور.